# تیوت (الجزایر)
تیوت (به عربی: تیوت) یک شهرداری در الجزایر است که در Aïn Séfra District واقع شده‌است. تیوت ۳٬۱۶۱ نفر جمعیت دارد و ۹۹۲ متر بالاتر از سطح دریا واقع شده‌است.